# Reial Monestir de l'Encarnació
El Reial Monestir de l'Encarnació és un convent de monges agustines recol·lectes de la ciutat de Madrid. Va ser fundat el 1611 per la reina Margarida d'Àustria. D'estil barroc, conserva un conjunt pictòric i escultòric destacat. Està gestionat per Patrimoni Nacional.

## Edifici
Destaca l'església de planta de creu llatina, d'una sola nou i cúpula sobre el creuer. La façana segueix l'estil de Francisco de Mora, amb una triple arcada d'ingrés, finestres i escuts alternats a la part alta i ràfec en forma de frontó amb òcul, un model que va ser repetit de manera constant en l'arquitectura religiosa espanyola del segle xvii.
Conserva importants conjunts pictòrics i escultòrics dels segles XVII i XVIII, amb obres de Luca Giordano, Juan van der Hamen, Vicente Carducho, Gregorio Fernández o Pedro de Mena. És d'esment un reliquiari que conserva un conjunt de 700 peces de bronze, corall, ivori i fustes fines procedents d'Itàlia, Alemanya, Espanya i els Països Baixos.
Al convent també s'hi guarda una relíquia de sant Pantaleó.

## Història
El monestir va ser fundat el 1611 per Margarida d'Àustria, consort de Felip III, fruit d'un desig personal de fer una obra semblant al convent de les Descalces Reials, impulsada per Joana d'Àustria. El convent va ser destinat a monges agustines recol·lectes de clausura.
L'edifici va ser projectat per Juan Gómez de Mora i fra Alberto de la Madre de Dios, que es va convertir en model del barroc madrileny. L'església va ser restaurada el 1761 per Ventura Rodríguez, i en el seu interior va comptar amb la col·laboració amb els millors pintors i escultors del moment, assolint un conjunt molt destacat.
La desamortització de 1836 va afectar el convent, ja que les monges van ser exclaustrades el 1842 i es va procedir a l'enderroc progressiu de l'edifici. El director de les obres de desenrunament era, el 1844, l'arquitecte Narciso Pascual Colomer, que treballava també en les obres de la plaça d'Oriente. Aquell mateix any es va aprovar el projecte de reconstrucció del convent, sobretot l'ala del carrer de San Quintín, iniciada el 1847, quan les monges van tornar després de cinc anys.
El 1994 va ser declarat Bé d'Interès Cultural. La seva gestió va a càrrec de Patrimoni Nacional.